# أميرة المضحي
أميرة حبيب المضحي (23 مارس 1981)، روائية سعودية، ولدت في المملكة العربية السعودية في مدينة القطيف/ تاروت.

## السيرة الدراسية والعملية
أتمت مراحل دراستها المختلفة في مدارس القطيف، وفي العام 2000 التحقت بكلية التمريض في جامعة الملك فيصل وتخرجت في العام 2005. التحقت بالعمل في مستشفى الملك فهد التخصصي لمدة قصيرة، ثم انقطعت عن العمل وعادت للالتحاق بكلية الدراسات العليا في الجامعة عينها. حصلت مؤخرا على دبلوم الدراسات العليا في القبالة، وتعمل حاليا في أحد المستشفيات الحكومية.

## الأعمال الأدبية
- رواية «وغابت شمس الحب» الطبعة الأولى 2005، الطبعة الثانية 2008 - دار الكفاح للنشر والتوزيع.
- رواية «الملعونة» الطبعة الأولى 2007، الطبعة الثانية 2008 - دار الكفاح للنشر والتوزيع.[3]
- رواية «أنثى مفخخة» الطبعة الأولى 2010، مؤسسة الانتشار العربي.[4]
- رواية «يأتي في الربيع» الطبعة الأولى 2016، دار الكفاح للنشر والتوزيع.[5]